# Hemiceras emerillonarum
Hemiceras emerillonarum är en fjärilsart som beskrevs av Paul Thiaucourt 1987. Hemiceras emerillonarum ingår i släktet Hemiceras och familjen tandspinnare. Inga underarter finns listade i Catalogue of Life.